# Mormyrus longirostris
Mormyrus longirostris är en fiskart som beskrevs av Peters 1852. Mormyrus longirostris ingår i släktet Mormyrus och familjen Mormyridae. IUCN kategoriserar arten globalt som livskraftig. Inga underarter finns listade i Catalogue of Life.